# Tanacetum griffithii
Tanacetum griffithii — вид рослин з родини айстрових (Asteraceae), поширений у центральній Азії й Гімалаях.

## Опис
Кущик заввишки до 45(50) см з кількома, від прямостійними до висхідних, волосистих гілок, що виходять від дерев'янистого кореневища. Листки від волохатих до ± голих, нижні довгасті або довгасто-яйцеподібні, завдовжки 2–4 см, 2- або 3-перисто-розділені на лінійні сегменти; найбільш верхні листки зменшені, лінійний, цілісні; ніжка від короткої до довгої. Квіткові голови поодинокі на вершинах гілок. Приквітки зовні зелені, білувато-запушені, вузько-коричнево перетинчасті на полях. Язичкові квітки жіночі, стерильні, з довгастими, 7–10 × 3–4 мм, 3-зубчастими білими язичками; дискові квітки двостатеві, з 5-зубчастими, 3–4 мм трубками віночка. Плоди вузькоконічні, завдовжки 3–3.5 мм, залозисті. Період цвітіння: липень — серпень.

## Середовище проживання
Поширений у пн.-зх. Індії, Пакистані, Афганістані, Узбекистані, Киргизстані, Таджикистані. Населяє щілини в скелях, морени, гравійні осипи, схили; на висотах 3000–4000 м.